# Vlijtingen VV
Vlijtingen VV is een Belgische voetbalclub uit Vlijtingen. De club is aangesloten bij de KBVB met stamnummer 5776 en heeft zwart en wit als kleuren. De club speelde in haar bestaan een aantal seizoenen in de nationale reeksen.

## Geschiedenis
Reeds rond de Eerste Wereldoorlog werd in Vlijtingen vriendschappelijk gevoetbald. In 1935 sloot voetbalclub Sportkring Vlijtingen zich aan bij de Belgische Voetbalbond. In het begin van de Tweede Wereldoorlog moest de club haar veld afstaan en week ze uit naar het terrein van Vroenhoven, maar de club verloor haar aanhang en werd een paar jaar later ontbonden.
In 1952 werd een ploeg opgericht die aanvankelijk wat vriendschappelijke wedstrijden speelden, en zich uiteindelijk als Vlijtingen Vlug en Vrij in 1954 aansloot bij de Belgische Voetbalbond, waar men stamnummer 5776 kreeg toegekend. Men speelde op een terrein in het gehucht Ellicht. Na een seizoen in de bijzondere afdeling van de Zuid-Limburgse Verstandhouding, ging men van start in de laagste provinciale reeks, in die tijd Derde Provinciale.
Toen in 1959 een extra reeks werd gecreëerd in Tweede Provinciale, kon Vlijtingen al een niveau hoger aantreden. In 1964 werd men kampioen in Tweede Provinciale en zo promoveerde de club naar het hoogste provinciale niveau. De club verhuisde van Ellicht naar een nieuw terrein aan de Allewijweg. In 1968 degradeerde men weer. Nog een jaar later kwam er echter een plaatst vrij in Eerste Provinciale na de fusie van Patria Tongeren en Cercle Tongeren. Vlijtingen won de eindronde en kon zo weer promoveren naar de hoogste provinciale reeks, maar een jaar later zakte men alweer.
Na drie jaar Tweede Provinciale promoveerde Vlijtingen VV in 1973 nogmaals naar Eerste Provinciale. De club zou nu de volgende jaren een succesperiode kennen, want na een testwedstrijd tegen Eendracht Gerhees Oostham in 1975 kon de club voor het eerst in haar bestaan doorstoten naar de nationale reeksen. Vlijtingen kon zich de volgende seizoenen goed handhaven in Vierde Klasse, tot men er in 1980 echter op twee na laatste eindigde en zo na vijf seizoenen nationaal voetbal weer naar Eerste Provinciale zakte.
De club kon niet terugkeren op het nationale niveau en bleef nog gedurende de jaren 80 in Eerste Provinciale spelen. In 1988 werd Vlijtingen VV een vzw. De club kende een moeilijke periode: in 1989 degradeerde men naar Tweede Provinciale en in 1992 zakte men zelfs weer verder weg naar Derde Provinciale.
Vlijtingen VV bleef enkele jaren in Derde Provinciale spelen, tot het op het eind van de jaren 90 weer kon opklimmen. Na een titel in 1997 promoveerde men opnieuw naar Tweede Provinciale en in 2000 kon de club al voor een eerste keer terugkeren in Eerste Provinciale. Men degradeerde nog na dit seizoen, maar enkele jaren later kon Vlijtingen VV zich weer voor een langere tijd handhaven in Eerste Provinciale.
In 2012 eindigde Vlijtingen als vijfde en haalde het een plaats in de eindronde. Men wist de provinciale eindronde te winnen, en na winst tegen KFC Katelijne-Waver haalde men ook de finale van de interprovinciale eindronde. Na een 0-0-gelijkspel won men daar met strafschoppen van Solières Sport, en zo promoveerde de club na meer dan drie decennia nog eens naar de nationale reeksen. Vlijtingen VV eindigde in 2014 in Vierde Klasse echter net op een degradatieplaats en zakte zo na een jaar alweer naar Eerste Provinciale.

## Resultaten
| Seizoen | Klasse | Klasse | Klasse | Klasse | Klasse | Klasse | Klasse | Klasse | Reeks               | Punten | Opmerkingen                       |
|         | I      | II     | III    | IV     | P.I    | P.II   | P.III  | P.IV   |                     |        |                                   |
| ------- | ------ | ------ | ------ | ------ | ------ | ------ | ------ | ------ | ------------------- | ------ | --------------------------------- |
| 2012/13 |        |        |        |        | 5      |        |        |        | Eerste Prov. Limb   | 47     |                                   |
| 2013/14 |        |        |        | 14     |        |        |        |        | Vierde Klasse C     | 33     |                                   |
| 2014/15 |        |        |        |        | 3      |        |        |        | Eerste Prov. Limb   | 51     |                                   |
| 2015/16 |        |        |        |        | 3      |        |        |        | Eerste Prov. Limb   | 51     |                                   |
| 2016/17 |        |        |        |        | 8      |        |        |        | Eerste Prov. Limb   | 41     |                                   |
| 2017/18 |        |        |        |        | 13     |        |        |        | Eerste Prov. Limb   | 32     |                                   |
| 2018/19 |        |        |        |        | 15     |        |        |        | Eerste Prov. Limb   | 25     | Degradatie                        |
| 2019/20 |        |        |        |        |        | 7      |        |        | Tweede Prov. Limb B | 35     |                                   |
| 2020/21 |        |        |        |        |        | -      |        |        | Tweede Prov. Limb B | -      | Seizoen geschrapt wegens Covid-19 |
| 2021/22 |        |        |        |        |        | 14     |        |        | Tweede Prov. Lim. B | 31     |                                   |
| 2022/23 |        |        |        |        |        | 3      |        |        | Tweede Prov. Lim. A | 58     |                                   |
| 2023/24 |        |        |        |        |        | 2      |        |        | Tweede Prov. Lim. A | 60     |                                   |
| 2024/25 |        |        |        |        |        | 7      |        |        | Tweede Prov. Lim. A | 45     |                                   |
| 2025/26 |        |        |        |        |        |        |        |        | Tweede Prov. Lim. A |        |                                   |

## Bekende spelers
- Daniël Nassen